# Heinrich I. (Dohna)

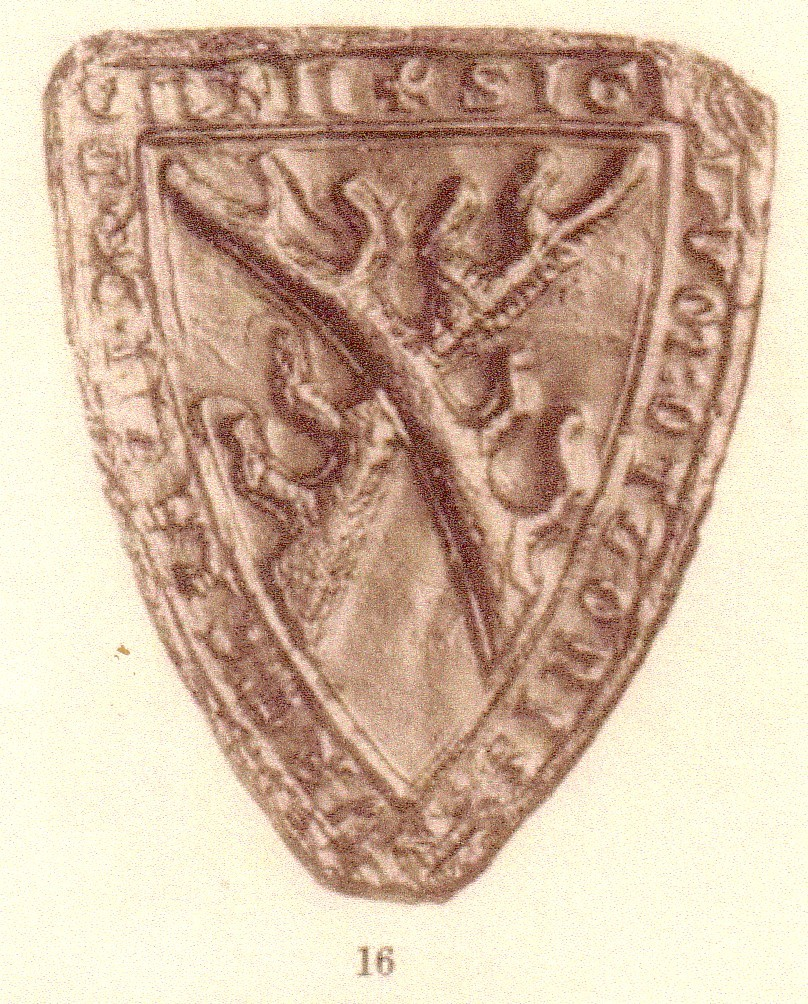
Nach der Übernahme der Burggrafschaft Dohna durch Heinrich von Rötha, der sich dann Heinrich von Dohna (Heinrich I.) nannte, bestand das Wappen der Donins anfänglich aus zwei im Kreuz übereinander gelegten Stangen eines Hirschgeweihs. (Siegel aus dem Jahr 1286)

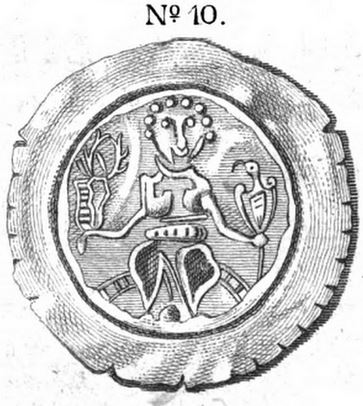
Doninscher Brakteat um 1200, Münzherr ist Heinrich II. oder vielleicht noch Heinrich I. (aus Erbsteins „numismatischen Bruchstücken“).

Heinrich I. (* vor 1143; † nach 6. Mai 1171/vor 28. Juli 1181) war im Hochmittelalter Inhaber der reichsunmittelbaren Burggrafschaft Dohna und zu seiner Zeit einer der bedeutendsten Herrschaftsträger östlich der Saale.
Er ist der Stammvater der Pleißenländischen Burggrafen von Dohna, die als kaiserliche Beamte und Landesherren in der Burggrafschaft zirka 250 Jahre tätig waren, das Münzregal und mit dem Dohnaer Schöppenstuhl die Gerichtsgewalt besaßen und zudem Lehnsherren zahlreicher Vasallen waren.

## Leben und Bedeutung
Heinrich entstammte nach Meinung einiger Historiker dem edelfreien Geschlecht von Rötha und Trachenau. Unter der Annahme der Richtigkeit dieser Hypothese wären bekannte Geschwister Lambert von Salheim und Otto von Trachenau (von Rötha).
Als einziger Nachkomme ist sein Sohn Heinrich II. überliefert (siehe Liste der Burggrafen von Dohna).
Ob Heinrich mit dem 1127 genannten Adligen Heinricus (nobilis) de Rotov identisch ist, wird in der Forschung unterschiedlich beurteilt und ist nicht gesichert. Über Heinrichs Geburtsjahr ist ebenfalls nichts bekannt.
Eine urkundliche Erwähnung als Heinricus de Rodewa aus dem Jahr 1143 wurde in der Geschichtswissenschaft bereits öfters mit Heinrich I. von Dohna verknüpft. Eine endgültige Sicherheit dieser These gibt es allerdings nicht.
Auch der 1144 ohne Ortsangabe erwähnte Heinricus prefectus, von manchen Historikern als Burggraf Heinrich interpretiert, muss nicht zwingend Heinrich I. sein. In der Geschichtswissenschaft wird er auch der zeitlichen Nähe wegen manchmal mit dem Heinricus de Rodewa von 1143 gleichgesetzt.

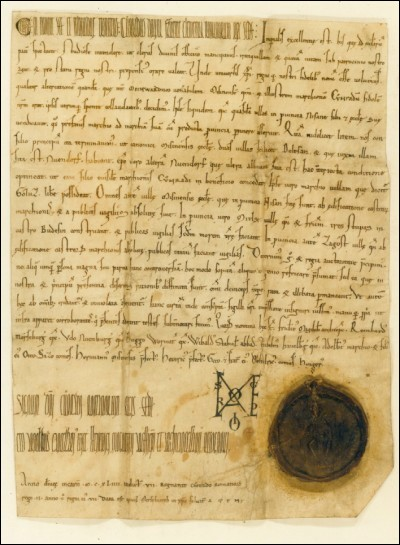
Königsurkunde von 1144

Eine entscheidende Rolle bei der Interpretation, Heinricus de Rodewa von 1143 und Heinricus prefectus von 1144 könnten der Burggraf Heinrich I. von Dohna von 1156 sein, spielt der Umstand, dass 1143 der Gau Nisan durch König Konrad III. in die Markgrafschaft Meißen eingegliedert wurde. Zuvor gehörte der damals weit überwiegend slawisch besiedelte Gau zu Böhmen. Nisan und Bautzen wurden allerdings vom böhmischen Herzog Vladislav II. für eine militärische Unterstützung seiner Herrschaft im Jahre 1142 an den deutschen König abgetreten. Zwar ist es hypothetisch möglich, dass ab 1143 auch wieder eine Burggrafschaft Dohna existierte, doch zeigt die Königsurkunde von 1144, dass sich zu diesem Zeitpunkt die deutsche Herrschaft von Markgraf und Bischof von Meißen lediglich auf den äußersten Westen des Gaues Nisan beschränkte. Ein zeitgleicher Burggraf in Dohna ist somit eher unwahrscheinlich.
Als Inhaber der Burggrafschaft Dohna wird Heinrich 1156 und erneut 1165 bezeugt, diesmal zusammen mit seinen Brüdern.
Mit dem Amt des Burggrafen von Donin (später: Dhonen, Dohna), das Heinrich spätestens 1156 als Reichslehen erhalten hatte, waren neben der Verfügung über die Burg Dohna insbesondere die Wahrnehmung der Gerichtsbarkeit über die slawische Bevölkerung sowie der Bezug des Wachgetreides im sich auf die Dresdner Elbtalweitung erstreckenden Gau Nisan verbunden. Damit gehörte Heinrich neben den Bischöfen von Meißen und den Meißner Markgrafen Konrad I. und Otto von Meißen zu den einflussreichsten Herrschaftsträgern in Nisan. Zugleich trat Heinrich auch als Siedelherr in Erscheinung, indem er begann, das im Süden und Südosten an den Gau grenzende Waldland erschließen zu lassen; die Besiedlung erfolgte sternförmig von Dohna ausgehend zwischen der Gottleuba im Osten und der Roten Weißeritz im Westen. Nach Heinrichs Tod zwischen 1171 und 1181 folgte ihm sein Sohn Heinrich II. in Amt und Herrschaft nach.
Die historische Bedeutung Heinrichs liegt in der Begründung des Dohnaer Burggrafengeschlechtes (Donins) durch die Übernahme des Reichsamtes sowie die Schaffung herrschaftlicher Grundlagen der Familie mittels des Landesausbaus. Zudem hat Heinrich Veränderungen im Landschaftsbild des unteren Südosterzgebirges angestoßen, die dieses noch heute sichtbar prägen.